# 내사
|                                                                  |
| 형사소송법                                                       |
| 이념과 구조                                                      |
| 무죄 추정의 원칙 · 자백배제법칙 · 전문법칙                       |
| 증거보전청구권 · 형사보상청구권 · 독수독과이론                   |
| 실체적 진실주의 · 적정절차 · 신속한 재판의 원칙                  |
| 진술거부권 · 접견교통권 · 증거개시제도                           |
| 열람등사권 · 위법수집증거배제법칙                                |
| 법원                                                             |
| 제척 · 기피 · 회피 관할 · 이송 · 법관                            |
| 피고인과 변호인                                                  |
| 피고인 ·변호인 · 성명모용자 · 공동피고인 국선변호인 · 법정대리인 |
| 검사                                                             |
| 기소독점주의 · 검사 동일체의 원칙                                |
| 수사                                                             |
| 함정수사 · 불심검문 · 임의동행 · 동행요구 · 사법경찰관           |
| 구속                                                             |
| 구속영장 · 체포영장                                              |
| 증거법                                                           |
| 정황증거 · 전문증거 · 진술조서 · 진술서 · 실황조사서 · 검증조서  |
| 진술 · 증인                                                      |
| 재판                                                             |
| 공소장 · 공소장일본주의                                          |
| 고소 · 고발 · 고소불가분의 원칙 · 자수                           |
| 상소                                                             |
| 항소, 상고 & 비상상고                                            |
| 다른 7법 영역                                                    |
| 헌법 · 민법 · 형법                                               |
| 민사소송법 · 형사소송법 · 행정법                                 |
| 포털: 법 · 법철학 · 형사정책                                     |
| v • d • e • h                                                    |

내사(內査)는 임의로 범죄사실을 조사하는 것이다.

## 예
경찰은 내사의 일환으로 불법 펌질의 혐의를 가진 위키군의 편집활동과 편집글의 역사, 사랑방 댓글 등을 출력 수집하기 시작하였다.

## 관련법령

### 사법경찰관리 집무규칙 (법무부령)
제20조(범죄의 내사) ①범죄에 관한 신문 기타 출판물의 기사, 익명의 신고 또는 풍설이 있을 때에는 특히 출처에 주의하여 그 진상을 내사한 후 범죄의 혐의가 있다고 인정할 때에는 즉시 수사에 착수하여야 한다. 다만, 내사를 빙자하여 막연히 관계인의 출석을 요구하거나 물건을 압수하는 일이 없도록 하여야 한다.
②사법경찰관은 내사결과 범죄의 혐의가 없다고 인정할 때에는 즉시 내사를 종결하여야 한다.
③익명 또는 허무인 명의의 진정ㆍ탄원 및 투서에 대하여는 그 내용을 정확히 판단하여 수사단서로서의 가치가 없다고 인정될 때에는 내사하지 아니할 수 있다.
④실존인물의 진정ㆍ탄원ㆍ투서라도 내용이 형벌법규에 저촉되지 아니함이 명백하다고 인정될 때에는 진정ㆍ탄원ㆍ투서인에게 그 뜻을 통지하고 제3항에 준하여 처리할 수 있다.
내사종결사건철에는 범죄를 내사한 결과 입건의 필요가 없다고 인정되어 완결된 기록을 편철하여야 한다.(64조)
내사종결사건철은 25년간 보존하여야 한다.(72조11호)

## 수사와의 구분
내사와 수사를 구별하는 기준은 형사소송법에 규정되어 있다. 형사소송법 제195조는 수사의 개념을 간접적으로 정의하여 “범죄의 혐의 있다고 사료하는 때에는 범인, 범죄사실과 증거를 수사하여야 한다”고 규정하고 있다.
이 규정으로부터 수사의 개시시점을 도출할 수 있다. 형소법 제195조에 의할 때 수사기관이 조사 상대방에 대하여 “범죄의 혐의가 있다”고 판단하였음을 외부적으로 표시하는 일련의 조치가 있다면 그 때로부터 ‘수사’는 개시된다. 이 단계부터 조사 상대방은 ‘피의자’가 된다.

## 판례
- 변호인의 조력을 받을 권리를 실질적으로 보장하기 위하여는 변호인과의 접견교통권의 인정이 당연한 전제가 되므로, 임의동행의 형식으로 수사기관에 연행된 피의자에게도 변호인 또는 변호인이 되려는 자와의 접견교통권은 당연히 인정된다고 보아야 하고, 임의동행의 형식으로 연행된 피내사자의 경우에도 이는 마찬가지이다[1]

## 같이 보기
- 수사
- 입건
- 접견교통권